# Trofeo Gianfranco Bianchin
Le Trofeo Gianfranco Bianchin est une course cycliste italienne disputée à Ponzano Veneto, dans la province de Trévise. Il fait partie de l'UCI Europe Tour de 2005 à 2012, en catégorie 1.2. Il est par conséquent ouverte aux équipes continentales professionnelles italiennes, aux équipes continentales, à des équipes nationales et à des équipes régionales ou de clubs. Les UCI ProTeams (première division) ne peuvent pas participer. Depuis 2013, la course est réservée aux amateurs.

## Palmarès
| Année | Vainqueur             | Deuxième             | Troisième           |
| ----- | --------------------- | -------------------- | ------------------- |
| 1970  | Pietro Poloni         |                      |                     |
| 1971  | Gino Chies            |                      |                     |
| 1972  | Nereo Bazzan          |                      |                     |
| 1973  | Giampaolo Flamini     |                      |                     |
| 1974  | Ruggero Gialdini (it) |                      |                     |
| 1975  | Giuseppe Martinelli   |                      |                     |
| 1976  | Ermenegildo Da Re     |                      |                     |
| 1977  | Fiorenzo Favero       | Ermenegildo Da Re    | Marino Bastianello  |
| 1978  | Claudio Pettinà       |                      |                     |
| 1979  | Giuseppe Petito       | Filippo Piersanti    | Giuseppe Faraca     |
| 1980  | Giovanni Moro (it)    |                      |                     |
| 1981  | Claudio Argentin      |                      |                     |
| 1982  | Ezio Moroni           |                      |                     |
| 1983  | Mario Condolo         |                      |                     |
| 1984  | Enrico Pezzetti       | Alberto Parise       | Valentino Piai      |
| 1985  | Luigi Furlan          |                      |                     |
| 1986  | Giorgio Furlan        |                      |                     |
| 1987  | Carlo Finco           |                      |                     |
| 1988  | Desiderio Volaterl    | Gianluca Zanini      | Valentino Guerra    |
| 1989  | Marco Masetti         | Mirko Bruschi        | Carlo Benigni       |
| 1990  | Stefano Guerrini      | Valentino Guerra     | Wladimir Belli      |
| 1991  | Giuseppe Guerini      | Alessandro Bertolini | Carlo Colbacchini   |
| 1992  | Alessandro Bertolini  | Gian Matteo Fagnini  | Mauro Bettin        |
| 1993  | Stefano Checchin      | Alessandro Bertolini | Mauro Bettin        |
| 1994  | Gianluca Pianegonda   | Peter Luttenberger   | Andrea Dolci        |
| 1995  | Stefano Faustini      | Giuliano Figueras    | Andrea Zatti        |
| 1996  | Emanuele Lupi         | Gianluca Tonetti     | Stefano Finesso     |
| 1997  | Giuliano Figueras     | Salvatore Commesso   | Roberto Ferrario    |
| 1998  | Massimo Cigana        | Ivan Basso           | Fabio Marchesin     |
| 1999  | Leonardo Giordani     | Paolo Tiralongo      | Maurizio Vandelli   |
| 2000  | Giampaolo Caruso      | Yaroslav Popovych    | Luca Barattero      |
| 2001  | Luca Barattero        | Alexandr Kolobnev    | Alessandro Bertuola |
| 2002  | Luca Solari           | Alexandr Arekeev     | Emanuele Sella      |
| 2003  | Giovanni Visconti     | Roman Radchenko      | Alessandro Ballan   |
| 2004  | Paul Crake            | Mauro Da Dalto       | Davide Viganò       |
| 2005  | Matteo Priamo         | Matic Strgar         | Alexander Efimkin   |
| 2006  | Matic Strgar          | Jure Kocjan          | David Tratnik       |
| 2007  | Americo Novembrini    | Julián Atehortúa     | Alessandro Bisolti  |
| 2008  | Robert Vrečer         | Anatoliy Kashtan     | Matic Strgar        |
| 2009  | José Bone             | Gianluca Brambilla   | Yegor Dementyev     |
| 2010  | Robert Vrečer         | Fabio Aru            | Pierre Paolo Penasa |
| 2011  | Moreno Moser          | Patrick Facchini     | Vincenzo Ianniello  |
| 2012  | Kristian Sbaragli     | Pietro Tedesco       | Luka Mezgec         |
| 2013  | Andrea Toniatti       | Gianluca Leonardi    | Daniele Cavasin     |
| 2014  | Davide Gomirato       | Daniele Cavasin      | Paolo Totò          |
| 2015  | Rino Gasparrini       | Marco Maronese       | Xhuliano Kamberaj   |
| 2016  | Michael Bresciani     | Gianluca Milani      | Stepan Kurianov     |
| 2017  | Luca Mozzato          | Nicolò Rocchi        | Francesco Romano    |
| 2018  | Tadej Pogačar         | Andrea Bagioli       | Clément Champoussin |
| 2019  | Francesco Di Felice   | Anthony Jullien      | Martin Marcellusi   |